# Atypical
Atypical, ou Atypique au Québec, est une série télévisée américaine de type comédie créée par Robia Rashid, diffusée sur Netflix entre le 11 août 2017 et le 9 juillet 2021. La première saison est composée de huit épisodes, et les suivantes de dix épisodes. La série est un récit initiatique de l'évolution d'un adolescent autiste.

## Synopsis
Sam Gardner, un garçon de 18 ans vivant dans le Connecticut et ayant un trouble du spectre de l'autisme (TSA), annonce à sa famille qu'il veut avoir une petite amie.
Son père, Doug, a eu beaucoup de mal a établir une connexion avec Sam depuis sa naissance et est ravi quand Sam se rapproche finalement de lui pour obtenir des conseils sur les filles. Après avoir reçu plusieurs conseils, Sam décide d'offrir à son béguin des fraises enrobées de chocolat, Doug le conduit chez elle et découvre avec stupeur qu'il s'agit de sa thérapeute de 26 ans, Julia. Doug ramène rapidement Sam chez lui avant qu'il ne puisse voir Julia qui n'a aucune idée que Sam est amoureux d'elle. Doug lui conseille de fréquenter des filles de son âge. Sam décide alors qu'il lui faut une « petite amie d'essai » avant de pouvoir réellement commencer à fréquenter sa thérapeute Julia. Avec l'aide de ses amis et de sa famille, il va commencer à apprendre les nuances sociales de l'amour.
Alors que Sam devient plus indépendant, sa mère Elsa, qui a toujours été très protectrice à son égard, en vient à se questionner sur sa vie. Lors d'une soirée entre amis, Elsa rencontre un barman et entame une liaison avec lui, il ne lui faudra que peu de temps avant de commencer à éprouver de terribles remords.
Casey, la sœur de Sam, bat un record en compétition sportive et est approchée par une grande école pour être recrutée, elle rêve d'y aller mais s'inquiète de laisser Sam se débrouiller seul dans son école.
La quête d'indépendance de Sam pousse toute sa famille à entreprendre un travail d'introspection.

## Distribution

### Acteurs principaux
- Keir Gilchrist (VF : Hervé Grull) : Sam Gardner, le frère de Casey
- Brigette Lundy-Paine (VF : Sylvie Jacob) : Casey Gardner, la sœur de Sam
- Jennifer Jason Leigh (VF : Marie-Laure Dougnac) : Elsa Gardner, la mère de Sam et Casey
- Michael Rapaport (VF : Jean-François Vlérick) : Doug Gardner, le père de Sam et Casey

### Acteurs secondaires
- Amy Okuda (VF : Geneviève Doang) : Julia Sasaki, la thérapeute de Sam
- Nik Dodani (VF : Eilias Changuel) : Zahid Raja, le meilleur ami de Sam
- Graham Rogers (VF : Taric Mehani) : Evan Chapin, le petit ami de Casey (saison 1, 2 et 3) et son « ami » (depuis la saison 3)
- Jenna Boyd (VF : Jessica Barrier) : Paige Hardaway, la petite amie de Sam
- Fivel Stewart (VF : Adeline Chetail) : Izzie Taylor, la meilleure amie de Casey (depuis la saison 2) et sa petite amie (depuis la saison 3)

### Acteurs récurrents
- Raúl Castillo (VF : Jean-Alain Velardo) : Nick, le barman (saisons 1 – 2)
- Graham Phillips (VF : Clément Moreau) : Nate (depuis la saison 2)
- Casey Wilson (VF : Valérie Nosrée) : Mme Whitaker (saison 2)
- Rachel Redleaf : Beth Chapin, la sœur d'Evan
- Sara Gilbert (VF : Marie-Madeleine Burguet-Le Doze) : Professeur Judd, l'enseignante d'éthique à l'Université de Denton (saison 3)
- Eric McCormack (VF : Thierry Gary) : Professeur Shinerock, l'enseignant d'art à l'Université de Denton (saison 3)

- Version française
  - Studio de doublage : VSI Paris
  - Direction artistique : Maïk Darah
  - Adaptation : Jennifer Dufrene et Aline Langel

 Source et légende : version française (VF) sur RS Doublage

## Production

### Développement
Netflix commence sa diffusion le 11 août 2017.
Une deuxième saison est confirmée le 14 septembre 2017, avec cette fois-ci 10 épisodes de prévus contrairement aux 8 épisodes de la première saison.
Une troisième saison de 10 épisodes est disponible depuis le 1er novembre 2019.
Une quatrième et dernière saison de 10 épisodes est disponible depuis le 9 juillet 2021.

### Tournage
La série est tournée à Santa Clarita, en Californie.

### Fiche technique
- Titre original : Atypical
- Titre québécois : Atypique
- Création : Robia Rashid
- Production : Robia Rashid, Seth Gordon et Mary Rohlich
- Production exécutive : Jennifer Jason Leigh
- Sociétés de production : Exhibit A, Sony Pictures Television
- Sociétés de distribution : Netflix
- Pays d'origine :  États-Unis
- Langue originale : anglais
- Format : couleur
- Genre : Comédie dramatique
- Date de première diffusion :
  -  : 11 août 2017

## Épisodes

### Première saison (2017)
1. L'Antarctique (Antarctica)
2. Une femme humaine (An Human Female)
3. Julia dit (Julia Says)
4. Une odeur neutre (A Nice Neutral Smell)
5. C'est mon gilet (That's My Sweatshirt)
6. L'Avion pour le 7e ciel (The D-Train to Bone Town)
7. Boulette est mort (I Lost My Poor Meatball)
8. Insonoriser la planète (The Silencing Properties of Snow)

### Deuxième saison (2018)
1. Que des galères (Juiced!)
2. La vie des manchots (Penguin Cam and Chill)
3. Coincé dans le ventre du lion (Little Dude and the Lion)
4. Ton pantalon est en feu (Pants on Fire)
5. L'œuf va éclore (The Egg is Pipping)
6. Dans l'antre du dragon (In The Dragon's Lair)
7. Pas de fumée sans feu (The Smudging)
8. Vivre penchée (Living at an Angle)
9. Rituellement délicieux (Ritual-licious)
10. Les Règles de survie d'Ernest Shackelton (Ernest Shackleton's Rules for Survival)

### Troisième saison (2019)
Disponible le 1er novembre 2019 sur Netflix
1. Dragon malin planifie bien (Best Laid Plans)
2. Sam seul debout (Standing Sam)
3. Pilule de cocaïne et viande de poney (Cocaine Pills and Pony Meat)
4. T.A.U.F (Y.G.A.G.G.)
5. La Guerre du tweed (Only Tweed)
6. L'Essence d'un manchot (The Essence of a Penguin)
7. Pertes et Profits (Shrinkage)
8. Paige la chauffarde (Road Rage Paige)
9. La Balade de Sam (Sam Takes a Walk)
10. Marronglacé_lefait (Searching for Brown Sugar Man)

### Quatrième saison (2021)
Le 24 février 2020, la série a été renouvelée pour une quatrième et dernière saison, diffusée à partir du 9 juillet 2021.
1. L'oiseau magique (Magical Bird #1)
2. Expert en manchots (Master of Penguins)
3. Évolution, révolution ! (You Say You Want a Revolution)
4. Du pain pour la fin (Starters and Endings)
5. Les rêves morts (Dead Dreams)
6. Et la santé ? (Are You in Fair Health?)
7. Entre chat et chatte (Channel the Cat)
8. Le retour de l'oiseau magique (Magical Bird #2)
9. Le bal de la boule (Player's Ball)
10. Un dessert doux-amer (Dessert at Olive Garden)

## Critiques
La série reçoit rapidement de bonnes critiques de la part de la presse mais surtout des spectateurs qui saluent son « originalité », le caractère « attachant » de la série mais aussi son côté intelligent qui invite le spectateur à s'interroger sur ce qu'est la normalité.
Cependant, malgré ces avis positifs la série est critiquée pour représenter des traits trop stéréotypés des troubles du spectre de l'autisme et pour ne pas avoir attribué le rôle principal à un acteur réellement autiste,. La première saison de la série est aussi critiquée pour son renforcement de la normativité des rôles de genre (le soin aux personnes autistes incombe aux femmes). Toutefois la série a infléchi le traitement dans les saisons ultérieures.